# Vila Verde (Stadtteil)
Vila Verde (deutsch Oberstadt) ist ein Stadtteil der osttimoresischen Landeshauptstadt Dili.

## Geographie
Vila Verde wird durch den Fluss Maloa nach Westen von Bairro Pite abgegrenzt. Nördlich liegt der Stadtteil Bairo Alto, östlich die Stadtteile Colmera und Mata Doro und südlich der Stadtteil Lafandaria (Lavandaria). Seit 2015 gehört der Norden Vila Verdes zum Suco Motael (Verwaltungsamt Vera Cruz, Gemeinde Dili) und erstreckt sich dort über die Aldeia Bee Dalan und dem Süden der Aldeias Hura und Boa Morena. Der Süden gehört weiterhin zum Suco Vila Verde, im Nordwesten der Aldeia Lemorai.
Das große Kirchengebäude der Igreja Hosana der Protestantischen Kirche in Osttimor (Igreja Protestante iha Timor Lorosa'e) wurde im Oktober 2014 an der Avenida Dom Ricardo da Silva von Xanana Gusmão eingeweiht.